# IPhone 4
iPhone 4 je četvrta generacija Appleovog mobilnog telefona serije iPhone, predstavljena na WWDC 2010 konferenciji s početkom prodaje 24. lipnja 2010. godine. Dolazi s novom verzijom operativnog sustava iPhone OS 4.0 koji je otada preimenovan u iOS 4.0 kako bi se ujedinile sve verzije iPhone OSa pod jednim imenom (iPhone, iPod te iPad).
iPhone 4 je značajno redizajniran u odnosu na prethodne generacije iPhonea kako bi bio u skladu s novim Apple industrijskim dizajnom (iPad, iMac, MacBook). Ono što ga značajno razlikuje od prethodnih generacija je forma, koja je sada više uniformna, linije telefona su iz zaobljenih promijenjene u ravne tako da telefon poprima "kockasti" izgled. Ukupne dimenzije su smanjene u donosu na ranije generacije, iPhone 4 je tako 24% tanji od prethodne generacije. Rubom telefona dominira čelični okvir koji ujedno služi i kao antena za GSM, Wi-Fi i GPS kako bi se oslobodilo dovoljno prostora u unutrašnjosti uređaja za veću bateriju i ostala poboljšanja. Prednja i zadnja strana su napravljene od aluminosilikatnog stakla, kako Apple tvrdi posebno obrađena legura stakla koja je kemijskom obradom poboljšana tako da je oko 20 do 30 puta izdržljivija od plastike.
- UMTS/HSDPA/HSUPA (850, 900, 1900, 2100 MHz)
- GSM/EDGE (850, 900, 1800, 1900 MHz)
- 802.11b/g/n Wi-Fi (802.11n 2.4GHz only)
- Bluetooth 2.1 + EDR wireless technology

## Tehničke karakteristike
- Apple A4 CPU 1GHz
- 512 MB eDRAM
- 3.5" (89mm) LED zaslon - Retina Display rezolucije 960 x 640 pixela
- četiri različita senzora, senzor blizine koji gasi ekran u trenutku kada se telefon prinese uhu za štednju energije i sprječavanje slučajnih dodira, akcelerometar - senzor koji prati inklinaciju telefona i omogućava prilagodbu sadržaja na ekranu, senzor za svjetlo koji automatski prilagođava osvjetljenje ekrana s okolnim uvjetima osvjetljenja i novopredstavljeni žiroskop - koji omogućava precizniju detekciju pokreta
- 8, 16 i 32 GB memorije
- UMTS/HSDPA,GPRS, EDGE, Wi-Fi 802.11 b/g/n, Bluetooth 2,1, USB 2,0
- GPS chip koji zajedno s triangulacijom pomoću Wi-Fi i GSM repetitora tvori aGPS za detaljnije lociranje na karti te zajedno s digitalnim kompasom daje dodatnu funkcionalnost
- HTML (Safari Browser), E-mail, Exchange i Push podrška
- 5 MPix kamera s autofokusom, video snimačem u 720p rezoluciji pri 30 FPS
- Trajanje baterije: 7 sati razgovora na 3G mreži, 12 sati razgovora na 2G mreži, 300 sati na čekanju, 6 sati sufranja preko 3G, 10 sati surfanja preko Wi-Fi-a, sviranje videa 10 sati, 40 sata audio reprodukcije

## Poveznice
- iPhone (serija)
- iPhone
- iPhone 3G
- iPhone 3GS

## Vanjske poveznice
- Appleova web stranica o iPhoneu
- Magazin za iPhone korisnike na Hrvatskom  Arhivirana inačica izvorne stranice od 6. svibnja 2008. (Wayback Machine)
- Prva Hrvatska stranica namijenjena isključivo za iPhone korisnike  Arhivirana inačica izvorne stranice od 11. siječnja 2012. (Wayback Machine)